# Free Download Manager
Free Download Manager (FDM) es un gestor de descargas para los sistemas operativos Microsoft Windows , Mac OS, Linux y Android.
Free Download Manager es software propietario, pero era software libre y de código abierto entre las versiones 2.5 y 3.9.7. A partir de la versión 3.0.852 (15 de abril de 2010), el código fuente se puso a disposición en el repositorio Subversion del proyecto en lugar de incluirse con el paquete binario. Esto continuó hasta las versiones 3.9.7.  El código fuente de la versión 5.0 y posteriores no está disponible y el acuerdo de licencia pública general de GNU. se ha eliminado de la aplicación.
La capacidad de descargar videos de YouTube se incluyó en la funcionalidad del programa hasta el 16 de octubre de 2021, cuando uno de los desarrolladores, Alex, indicó que Google había presentado un informe de queja, solicitando que se deshabilitara la opción.  Los intentos de descargar cualquier video de YouTube actualmente dan como resultado el mensaje "Las descargas de Youtube no están disponibles" que se muestra en el cuadro de descarga. Aún no se ha llegado a una resolución con el equipo legal de Google.

## Características
- El paquete de idiomas es muy amplio, poseyendo más de 40 idiomas actualmente disponibles.
- Posee un gran abanico de configuraciones, lo que permite que cada usuario configure el programa exactamente como quiere.
- Tiene una versión Lite, en la cual entra el programa de FDM, pero solo con las funciones básicas.
- También posee la opción de crear una versión portable, que se guarda en un disco o USB, para usarlo en otros ordenadores.

## Pestañas
Free Download Manager posee una interfaz de operaciones divididas en las siguientes pestañas:
Descargas - Es la pestaña principal y la más usada; una vez agregada la descarga, el usuario puede crear las secciones que quiera.
Descargas de vídeo Flash - En esta pestaña el usuario puede escribir la dirección del vídeo de una web para descargarla. Al agregar una descarga flash, FDM primero descarga la web temporalmente, en la que busca la dirección del vídeo y la descarga.
Los servidores de video que FDM permite son: Blennus, Dailymotion, Google Video, LiveDigital, MySpace Videos y YouTube
Programador - Es una función parecida a la descarga normal de FDM, en esta, el usuario rellena el formulario de descarga normalmente, pero añade una hora a la que la descarga debe iniciarse, y, si quiere, una hora a la que debe detenerse
Gestionar FTP - Esta funcionalidad es un cliente FTP.
Administrador de contraseñas - Los usuarios pueden configurar como FDM interactuará al realizar las descargas de ciertos sitios web, por ejemplo con sitios que requieren autenticación, o limitar el número de conexiones simultáneas aceptadas por un sitio web.
Explorador Web - Esta funcionalidad permite descargar un sitio web completo siguiendo todos los enlaces recursivamente.
Araña HTML - Esta opción es muy parecida a la de Explorador Web, pero en esta el usuario elige la profundidad de la descarga.
Subidas - En esta opción, el usuario sube un archivo de su ordenador a la web de FreeDownloadManager.org durante un tiempo de 2/7 días o un mes.
BitTorrent - A partir de la versión 2.7, sirve para los usuarios BitTorrent.

## Opciones
En la ventana de opciones, FDM guarda una gran cantidad de opciones que se pueden cambiar. Estas opciones están distribuidas en pestañas (excepto en las versiones 2.7 y superiores). La opción más destacable es la de limitar las descargas simultáneas.

## Problemas
En algunas páginas de descargas, el programa instalador del FDM instalaba dentro de la carpeta FUM, un malware llamado FUMOEI.exe (un malware relacionado con troyanos). El malware es fácil de eliminar, tan solo hay que acceder a la carpeta FUM dentro del directorio del programa y eliminar FUMOEI.exe (este programa no tiene nada que ver con el programa, por lo que al eliminar el archivo el programa no sufrirá daños); de todas formas es recomendable descargarlo desde el sitio web del autor.